# Karl III av Savojen
Karl III av Savojen, född 1486, död 1553, var en monark (hertig) av Savojen från 1504 till 1553. 